# Desa Kertaraharja (administrativ by i Indonesien, Banten, lat -6,67, long 105,96)
Desa Kertaraharja är en administrativ by i Indonesien.   Den ligger i provinsen Banten, i den västra delen av landet, 110 km sydväst om huvudstaden Jakarta.